# 科 (分類学)
科（か、英: family、羅: familia）は、生物分類のリンネ式階層分類における基本的階級の1つ、および、その階級にあるタクソンである。
科は、目の下・属の上にある。また科の上に上科（じょうか、英: superfamily）、下に亜科（あか、英: subfamily）をおく場合がある。上科は超科（ちょうか）と表記されることもある。

## 命名法
科の名前の付け方は命名規約によって強く規制されている。国際藻類・菌類・植物命名規約・国際細菌命名規約・国際動物命名規約では、それぞれの科のタイプ属の語尾を変形させて付けることになっている。亜科（および動物の上科）も同様である。
| 階級 | 植物    | 細菌    | 動物   | ウイルス | ウイロイド |
| ---- | ------- | ------- | ------ | -------- | ---------- |
| 上科 |         |         | -oidea |          |            |
| 科   | -aceae  | -aceae  | -idae  | -viridae | -viroidae  |
| 亜科 | -oideae | -oideae | -inae  | -virinae | -viroinae  |

しかしタイプ属に基づいて名前を付けるという規則にはいくつか例外が設けられている。
植物
規約第18.5条によって、長い間使われた以下の名前はタイプ属に基づいていないが、括弧内に示したタイプ属に基づいた名前と同等に使うことができる。
- Palmae (Arecaceae) ヤシ科
- Gramineae (Poaceae) イネ科
- Cruciferae (Brassicaceae) アブラナ科
- Leguminosae (Fabaceae) マメ科
- Guttiferae (Clusiaceae) オトギリソウ科
- Umbelliferae (Apiaceae) セリ科
- Labiatae (Lamiaceae) シソ科
- Compositae (Asteraceae) キク科
- Papilionaceae (Fabaceae) （狭義のマメ科）

同様に規約第19.7条によって、以下の名前はタイプ属に基づいていないが、括弧内に示したタイプ属に基づいた名前と同等に使うことができる。
- Papilionoideae (Faboideae) マメ亜科

以上は代替名(alternative name, nom. alt.)と呼ばれている。

原核生物
Judicial Opinion 15によって、以下の例外が認められている。
- Enterobacteriaceae（タイプ属はEscherichia）

ウイルス・ウイロイド
語尾を揃えるだけで良い

## 歴史
科が現在の意味で用いられるようになったのは、比較的最近のことである。
科 (familia) はもともとフランスの植物学者、ピエール・マニョールが1689年の著作 Prodromus historiae generalis plantarum, in quo familiae plantarum per tabulas disponuntur で使った言葉である。ここでは植物を76のグループにまとめ、それぞれを科とした。当時はまだ階級という概念ができつつある途中であり、マニョールは序文で科をより大きな属にまとめることについて述べている。これは現在の使い方とはかけ離れている。
カール・フォン・リンネは、分類学の方法論について述べた1751年の著作 Philosophia botanica『植物哲学』において、植物には7つの familia があると述べている（78節）。7つとは、菌、藻、コケ、シダ、草、ヤシ、木であるが、しかしこのときは植物の形態を区分しているだけで、分類体系として用いているわけではなかった。
その後主流になったフランスの植物学の文献では、ミシェル・アダンソンの Familles naturelles des plantes（1763年）にはじまって19世紀末に至るまで、'famille' という単語をラテン語の ordo の訳語として用いていた。ただし、この ordo という単語は、19世紀の植物学では現在の科に相当する階級として使われていたことに注意が必要である。
動物学では、目と属との間の階級としての科は、ピエール・アンドレ・ラトレイユの著作 Précis des caractères génériques des insectes, disposés dans un ordre naturel（1796年）が嚆矢である。ただしこのときは一部で使っているだけであり、また全ての科に名前が付いているわけでもなかった。
20世紀初めになってからは、科という階級は現在の意味で一貫して用いられるようになった。その用法や、科の学名の語尾については、それぞれの命名規約で規定されている。